# Potamotrygon boesemani
Potamotrygon boesemani is een vissensoort uit de familie van de zoetwaterroggen (Potamotrygonidae). De wetenschappelijke naam van de soort is voor het eerst geldig gepubliceerd in 2008 door Rosa, Carvalho & Almeida Wanderley.

## Aquaristiek
De soort wordt in Suriname voor export aangeboden